# Witte Olifant
Witte Olifant var et spiegelretourskib ejet af det hollandske Ostindiske kompagni (VOC). Skibet blev bygget i Amsterdam  i 1639 og havde en lastkapacitet på 1000 ton. Skibet sejlede mellem Nederlandene og Batavia frem til 1661. Det blev lagt i oplag i Batavia i 1665. 
Det var ikke unormalt at stavemåden varierede, derfor er skibet også kendt som Olifant og Oliphaunt.
I 1652 var det et af skibene som fulgte Jan van Riebeeck til Sydafrika hvor han grundlage Kapkolonien. Efter dette stoppede skibet i Cape Town på vej mellem Amsterdam og Batavia.

## Eksternt link
- Skibsinformation fra VOC